# Rébecca Félix
Pour les articles homonymes, voir Félix.
Rébecca Félix est une actrice française née à Lyon le 28 mars 1829 et morte à Eaux-Bonnes le 19 juin 1854.

## Biographie
Rébecca est la sœur de la plus célèbre de la fratrie Félix, Rachel Félix. 
Entrée à la Comédie-Française à l'âge de quinze ans, elle y est restée jusqu'à sa mort prématurée en 1854, à l'âge de 25 ans.

## Théâtre

### Carrière à la Comédie-Française
Entrée en 1845, elle est nommée 267e sociétaire en 1850.
(source : Base documentaire La Grange sur le site de la Comédie-Française)
- 1844 : Phèdre de Jean Racine : Aricie
- 1845 : Iphigénie de Jean Racine : Iphigénie
- 1845 : Bajazet de Jean Racine : Atalide
- 1846 : Jeanne d'Arc d'Alexandre Soumet : Marguerite
- 1847 : Athalie de Jean Racine : Josabet
- 1847 : Robert Bruce de Pierre-François Beauvallet : Isabelle
- 1848 : Le Dernier des Kermor d'Émile Souvestre : Catherine
- 1848 : Lucrèce de François Ponsard : Laodice
- 1848 : Les Frais de la guerre de Léon Guillard : Félicie
- 1848 : Blaise Pascal de Costa : Marie
- 1848 : La Vieillesse de Richelieu d'Octave Feuillet et Paul Bocage : Marie
- 1849 : Athalie de Jean Racine : Zacharie
- 1849 : Deux hommes ou Un secret du monde d'Adolphe Dumas : Marguerite
- 1850 : Tartuffe de Molière : Mariane
- 1850 : Une discrétion d'Édouard Plouvier : Christine
- 1850 : Les Amoureux sans le savoir de Jules Barbier et Michel Carré : Rosa
- 1852 : Le Misanthrope de Molière : Eliante
- 1853 : Britannicus de Jean Racine : Junie